# 總統府 (立陶宛)
總統府是位於立陶宛首都維爾紐斯舊城的一座建築，也是立陶宛總統的官邸。總統府的歷史可以追溯至14世紀，在歷史上曾多次重建，其間有多位建築師參與設計，包括勞瑞納斯·古采維丘斯、瓦西里·斯塔索夫等。自1997年起，總統府成為立陶宛總統的官邸。

## 歷史
總統府的歷史可以追溯到14世紀，當初為約蓋拉大公捐贈給維爾紐斯主教的土地上建造的官邸，因此又稱主教宮。其首次建造是在14世紀晚期，在首任維爾紐斯主教安傑伊·雅斯傑別茨的主持下興建起來，此後的歷代主教又予以擴建與翻修。文藝復興時期，宮殿再次翻新，並且周圍的花園又得到擴建。
到了18世紀，這座宮殿又經歷了多個歷史事件：最後一位主教曾在這裡居住，立陶宛被俄羅斯帝國吞併，宮殿又在1737年至1748年間屢次被大火焚毀。1750年，這座宮殿在建築師勞瑞納斯·古采維丘斯的指導下重建，此後成為多位皇帝、國王及貴族人士的居所。1796年，沙皇保羅一世曾在這裡居住。19世紀有數位總督在這裡居住，如「吊死鬼」米哈伊爾·穆拉維約夫-維連斯基。1804年路易十八在成為法國國王之前就曾到訪過這裡。
1812年，俄國沙皇亞歷山大一世和法國皇帝拿破崙一世先後在此居住。拿破崙攻入俄羅斯以後，他在這裡指揮了軍事行動和立陶宛部隊，有五支步兵團、四支砲兵團，還有維爾紐斯國民衛隊。他還接待立陶宛貴族、委任官員。拿破崙被擊敗以後，這座宮殿被用來舉辦慶典，米哈伊爾·庫圖佐夫在這裡獲得了聖喬治勳章。1824–1834年間，這座宮殿在聖彼得堡建築師瓦西里·斯塔索夫的率領下以帝政風格重建，並有卡羅爾·波德察辛斯基予以指導，斯塔索夫的設計一直延續至今。
立陶宛於1918年獨立以後，立陶宛外交部和ELTA通訊社都曾在這裡辦公，直到1920年維爾紐斯被波蘭佔領。1930年代被斯特凡·那蘭布斯基修復。二戰後，軍官俱樂部曾經設在這裡，後來成為多位立陶宛藝術家的工作場所。這座宮殿後來逐漸成為立陶宛總統的辦公地點，1997年起正式成為立陶宛總統的官邸。